# Syndrome de Weber
Pour les articles homonymes, voir Weber.
 Mise en garde médicale
Le syndrome de Weber (ou hémiplégie supérieure alterne) est une forme d'accident vasculaire cérébral comportant une paralysie d'un nerf oculomoteur (IIIe nerf crânien) ipsilatéral à la lésion  et une hémiparésie ou hémiplégie controlatérale. En sémiologie neurologique, c'est l'un des syndromes alternes du tronc cérébral.
Il est dû à un infarctus du mésencéphale consécutif à l'occlusion des branches paramédianes de l'artère cérébrale postérieure ou des artères perforantes de la bifurcation du tronc basilaire. Cette lésion est habituellement unilatérale et intéresse plusieurs structures du mésencéphale, notamment les faisceaux corticospinal et corticobulbaire, et les fibres du nerf oculomoteur.
L'atteinte de la substance noire peut provoquer un syndrome parkinsonien controlatéral car les projections dopaminergiques se font sur les ganglions de la base de l'hémisphère controlatéral. L'interruption des fibres corticospinales produit une hémiparésie controlatérale s'accompagnant des manifestations caractéristiques du syndrome pyramidal. L'atteinte du faisceau corticobulbaire est à l'origine d'une paralysie faciale inférieure controlatérale et de difficultés motrices dans le territoire du nerf hypoglosse controlatéral. L'atteinte du nerf oculomoteur ispilatéral se traduit par un ptosis et une mydriase fixe et par une déviation du globe oculaire en bas et en dehors, le patient signalant une diplopie.
Ce syndrome doit son nom à Sir Herman David Weber, un médecin d'origine allemande établi à Londres qui en publia une description complète en 1863. Toutefois la première description clinique en avait été donnée dès 1838 par August Nikolaus Gendrin (1796-1890). C'est Joseph Grasset (1849-1918) qui proposa l'appellation éponymique de « syndrome de Weber ».